# Молдовська національна партія
Молдовська національна партія (рум. Partidul Național Moldovenesc) — політична партія Молдовської Демократичної Республіки, яка існувала з 31 березня 1917 року до об'єднання з Румунією в 1918 році.

## Історія
До 1917 року інтелігенція Бессарабії була поділена на дворян, консерваторів, соціалістів і демократів. Василе Строєску, багатому, але дуже скромному філантропу, вдалося переконати всі основні угруповання залишити внутрішню боротьбу та зібратися разом на чотири дні (28 березня [SV 15 березня], 31 березня [SV 18 березня] 1917 року), у ці дні, коли була створена Молдавська національна партія. У квітні 1917 р. було обрано керівництво партії. Василе Строєску став президентом ПНМ. Серед лідерів партії були: Пол Гор, Володимир Герца, Пантелімон Халіппа, Онісіфор Ґібу, Даніел Чугуряну, Іон Пеліван, Матей Донічі, Ніколае Александрі, Володимир Кьореску, Теофіл Йонку, Михайло Мінчуна, Теодор Коробчану, Ґеорґе Буруяну, Александру Ґроапа, Йон Кодряну.
Дімітріе Боґос у своїх мемуарах під назвою «La raspântie» розповідає нам, що Національна партія Молдови була зареєстрована під N6 для виборів до Сфатул Церій. Ось список кандидатів у депутати ПНМ за порядком реєстрації (12 осіб): 1. Володимир Кьореску, 2. Теофіл Йонку, 3. Іон Пеліван, 4. Даніел Чугуряну, 5. Александру Ґроапа, 6. Ґеорґе Буруяну, 7. Порфирій Фала, 8. Антон Кріхан, 9. Теодор Коробчану, 10. Євфимій Попович, 11. Іон Кодряну та 12. Михайло Мінчуна. Дивно, що один з лідерів Молдавської національної партії — Пантелімон Халіппа балотувався за списком соціалістів-революціонерів.
Офіційною газетою Молдавської національної партії була газета Cuvânt moldovenesc, до якої також дописували деякі румунські біженці з Буковини та Трансильванії. Метою Молдавської національної партії було отримання політичної, адміністративної, церковної та освітньої автономії Бессарабії. Керівництво PNM без вагань посилало своїх членів на різноманітні з'їзди, які відбувалися в Бессарабії протягом 1917 року, і тому партія стала дуже впливовою.
Онісіфор Ґібу та Ґеорґе Тофан були частиною групи інтелігенції з Трансільванії та Буковини, яка прибула до Бессарабії після Лютневої революції, щоб допомогти в організації шкіл румунською мовою, друкувати книги та газети, а також допомагати бессарабцям у боротьба за перебудову політичного і культурного життя. Інтелектуали з Буковини, Трансільванії та Старого Королівства втекли від війни в Бессарабії, допомогли з друком «Молдавського слова», започаткували різні мовні, історичні, культурні та наукові курси, створивши Народний університет у Кишиневі.
Пізніше Молдавська національна партія реорганізувалася в Бессарабську селянську партію, засновану в Кишиневі 23 серпня 1918 року.